# Brungult gräsfly
Brungult gräsfly (Mythimna impura) är en fjärilsart som först beskrevs av Jacob Hübner 1808.  Brungult gräsfly ingår i släktet Mythimna, och familjen nattflyn. Arten är reproducerande i Sverige.

## Bildgalleri

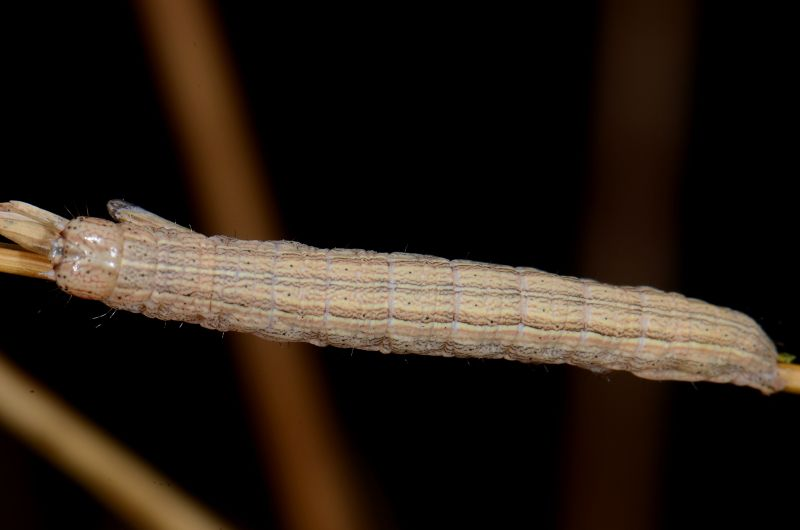